# Endre Béla
Endre Béla (Szeged, 1870. november 19. – Mártély, 1928. augusztus 12.) festő, iparművész.
Az alföldi iskola egyik jeles képviselője, aki 1910-től minden nyáron Mártélyon alkotott.

## Életpályája
Szegeden, a Fekete házban született, amelynek nagyapja, Mayer Ferdinánd (1817–1903) volt a tulajdonosa. Szülei Endre András mérnök és Mayer Kornélia voltak. Mérnöki tanulmányait abbahagyta, és 1890–98 között festészetet tanult, Párizsban, majd Olaszországban járt. 1908-ban Hódmezővásárhelyen telepedett le. Közös műteremben alkotott Tornyai Jánossal és Rudnay Gyulával.
1912. február 5-én kezdeményezője volt hódmezővásárhelyi Művészek Majolika és Agyagipari Telep-ének – amelyet 1971-ben az Alföldi Porcelángyárral összevontak –, ahol maga is készített kerámiákat. Hódmezővásárhelyen 1912-ben, Makón 1913-ban, Aradon 1914-ben közös kiállításon jelent meg. 18 nyáron keresztül Mártélyon az alföldi embereket és a jellemző tájat festette egyénien gyengéd, humanisztikus szemlélettel. Néhány korai műve, a Leszámolás, a Bölcső mellett Munkácsy hatását mutatja. Képein a Munkácsy és nagybányai hagyományokon túl posztimpresszionista vonások is fellelhetők. (Alföldi tanya, Viharfelhők a tanyán).

## Emlékezete
Legtöbb művét a hódmezővásárhelyi Tornyai János Múzeum őrzi, s vannak művei a budapesti Magyar Nemzeti Galériában és a szegedi Móra Ferenc Múzeumban. 1970-ben, születésének 100. évfordulója alkalmából Hódmezővásárhelyen, Budapesten és Szegeden rendeztek emlékkiállítást.
2005 márciusában emlékkiálítása nyílt az ópusztaszeri Nemzeti Történeti Emlékparkban

## Galéria

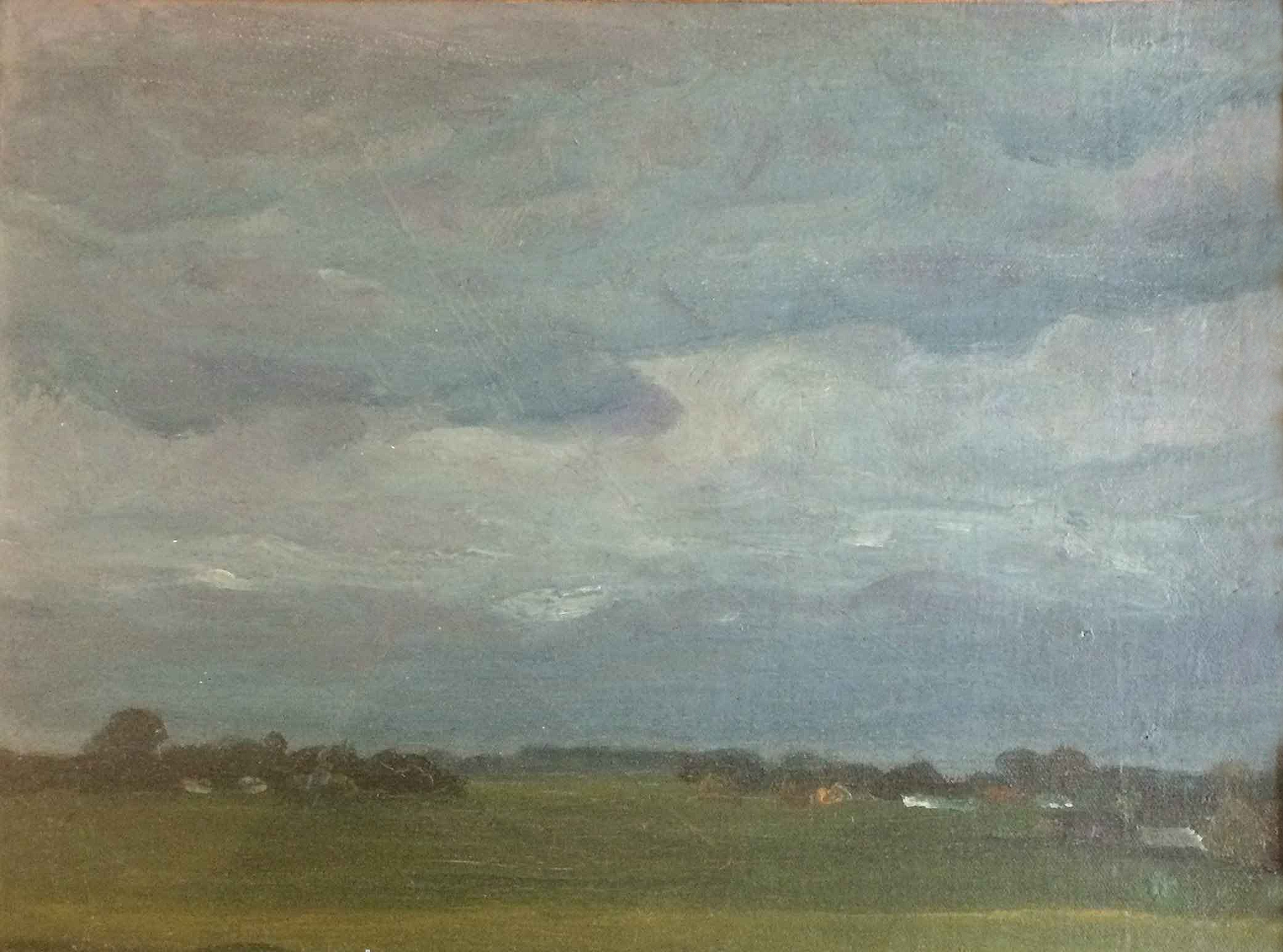
Alföldi táj
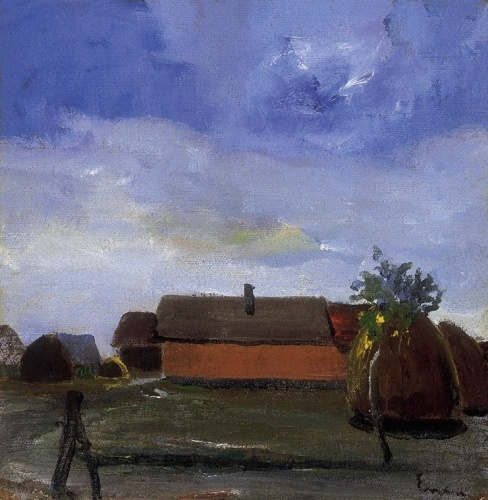
Alföldi tanya
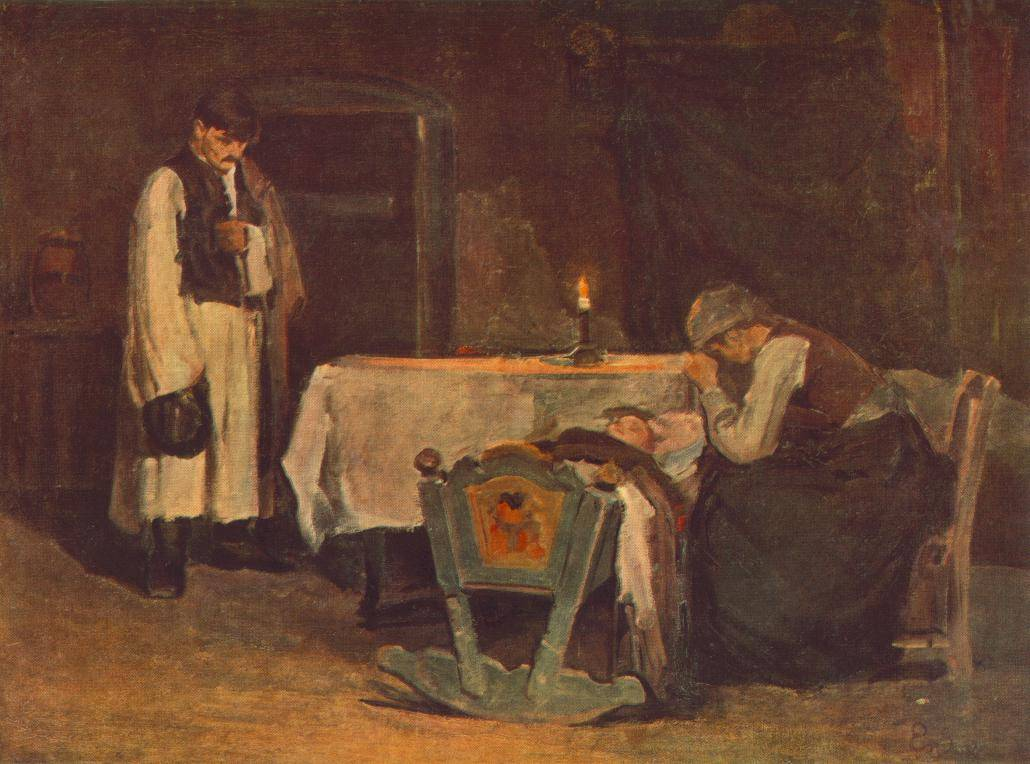
Bölcső mellett
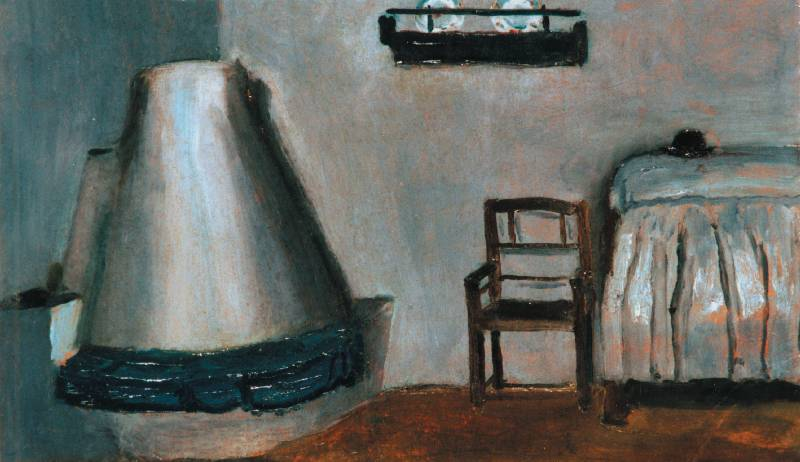
Enteriör kemencével
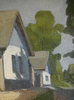
Falusi utca
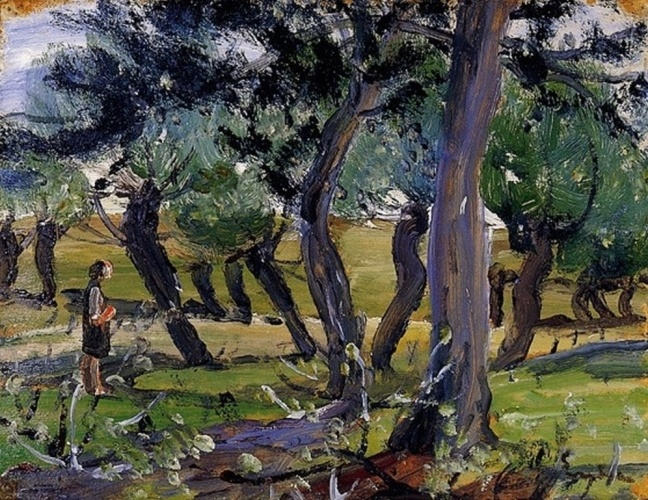
Füzes
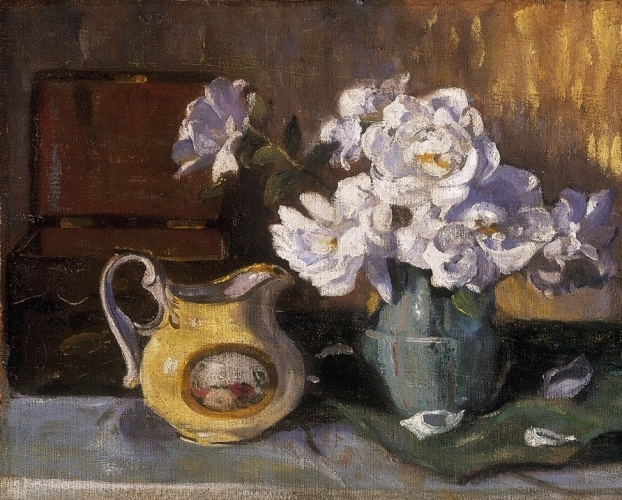
Kancsós virágcsendélet
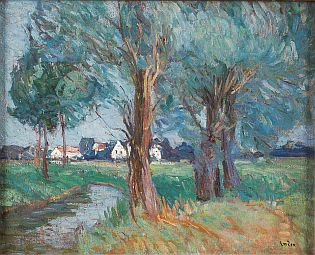
Tájkép házakkal
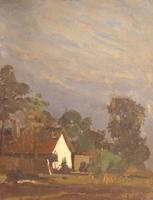
Tanyarészlet
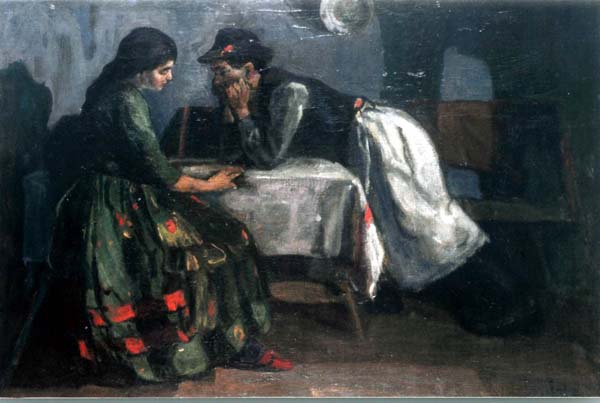
Udvarlás
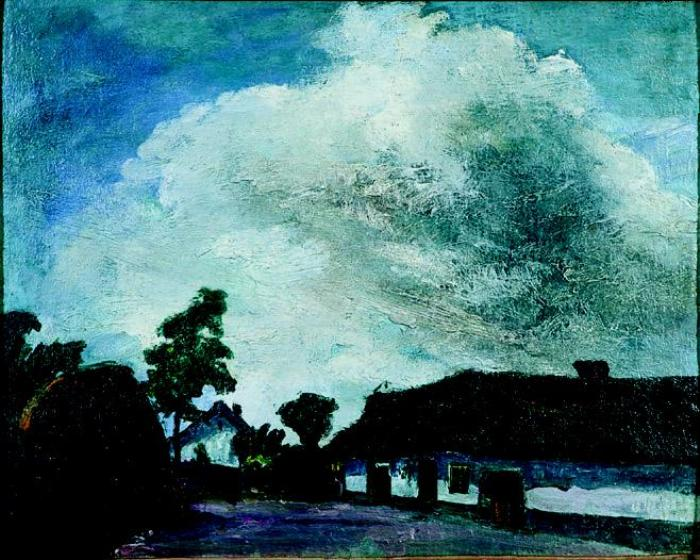
Viharfelhők a tanyán
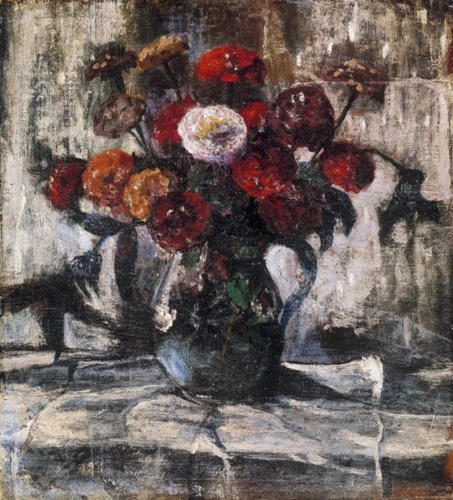
Virágok kancsóban

## Szakirodalom
- László Emőke:  Endre Béla festészete.  A Móra Ferenc Múzeum évkönyve,   (1968)   219–235. o. ISSN 2064-8480
- László Emőke: Endre Béla (A művészet kiskönyvtára 85. kötete, 1973)
- Endre Béla  (művészeti album, 1970)
- Nátyi Róbert: Endre Béla festőművész makói kapcsolatai. Csengeriné Szabó Éva-Forgó Géza-Nagy Gábor-Szikszai Zsuzsanna (szerk.) A Makói József Attila Múzeum évkönyve II. Makó, 2018. 622-629.
- Nátyi Róbert: „Tornyainak ez a tehetséges tanítványa…” Endre Béla gyűjteményes kiállítása. ÚJ MŰVÉSZET, 2018. április, 10-11.
- Nátyi Róbert: Endre Béla (1870-1928). Tornyai János Múzeum, Hódmezővásárhely, 2018. 288.p. ISBN 978-963-7379-58-1